# إس. شانكار
إس. شانكار هو مخرج أفلام هندي ولد في 17 أغسطس 1983.

## روابط خارجية
إس. شانكار على موقع IMDb (الإنجليزية)
- إس. شانكار على موقع ألو سيني (الفرنسية)
- إس. شانكار على موقع ميوزك برينز (الإنجليزية)
- إس. شانكار على موقع أول موفي (الإنجليزية)
- إس. شانكار على موقع قاعدة بيانات الأفلام السويدية (السويدية)
- إس. شانكار على موقع قاعدة بيانات الفيلم (الإنجليزية)
- إس. شانكار على موقع كينوبويسك (الروسية)